# Route près de l'Estaque
Ne doit pas être confondu avec Route à L'Estaque.
Route près de l'Estaque est un tableau peint par Georges Braque en 1908. Il est conservé au musée d'art moderne de New York.

## Contexte
Le tableau se situe dans lignée de Maisons à l'Estaque, toile avec laquelle Georges Braque a inventé le cubiste après avoir étudié les tableaux de Paul Cézanne et poussé encore plus loin la brisure des lignes, ce qui a fait dire à Henri Matisse qu'il s'agissait de « petits cubes ».
La Route près de l'Estaque, il continue ses déclinaisons cubistes d'inspiration cézannienne qu'il poursuit avec notamment Château de la Roche-Guyon, Le Vieux château de la Roche-Guyon et de nombreux autres tableaux jusqu'en 1909-1910. Ses recherches aboutissent finalement au  Cubisme analytique avecViolon et palette, 1909-1910, huile sur toile 91,7 × 42,8 cm, musée Solomon R. Guggenheim New York, Violon et palette
Le Bougeoir, 1909-1910, huile sur toile, Musée des beaux-arts de Berne.
Ce tableau a été refusé tout comme Maisons à l'Estaque ainsi que l'ensemble de la production cubiste de Georges Braque des années 1907-1908, essentiellement des paysages, au Salon d'automne de 1908 à la grande indignation de Daniel-Henry Kahnweiler, qui propose à Georges Braque d'exposer ses œuvres récentes du peintre. À cette occasion, il confie la préface du catalogue à Guillaume Apollinaire qui se lance dans un dithyrambe : « Voici Georges Braque. Il mène une vie admirable. Il s'efforce avec passion vers la beauté et il l'atteint, on dirait, sans effort (...). », en parfaite contradiction les petites piques qu'il avait décoché au peintre un an plus tôt

## Description
« Dans ce tableau, la route suit un tracé en lignes brisées au cœur des masses arrondies du feuillage des arbres qui définissent un ensemble de courbes et d'arabesques. »  Rupture dans les lignes, rupture dans l'effet de lumière provoqué par les hachures portées sur la végétation. Dans le deuxième tableau du Musée national d'art moderne, une variante apportée dans la disposition des courbes rapproche ce tableau d'une toile de Raoul Dufy qui avait accompagné Braque à l'Estaque et avait peint :  L'Estaque (Dufy 1908) exposé en 2006 au Musée Cantini de Marseille L'Estaque (Dufy 1908).